# Carsten Herresthal
Carsten Herresthal (* 5. September 1972 in Frankfurt am Main) ist ein deutscher Rechtswissenschaftler und Hochschullehrer an der Universität Regensburg.

## Leben
Herresthal studierte als Stipendiat der Studienstiftung des deutschen Volkes von 1993 bis zu seinem Ersten Juristischen Staatsexamen 1998 Rechtswissenschaften an der Universität München. Dem schloss er ein postgraduales Masterstudium an der Law School der Duke University an, wo er 1999 den Titel Master of Laws erwarb. Im selben Jahr wurde er im Staat New York als Rechtsanwalt zugelassen. Anschließend kehrte er nach Deutschland zurück, wo er im Bezirk des Oberlandesgerichts München sein Referendariat ableistete und 2001 sein Zweites Staatsexamen ablegte. Gleichzeitig nahm er eine Tätigkeit als wissenschaftlicher Mitarbeiter von Claus-Wilhelm Canaris an dessen Münchener Lehrstuhl auf. Unter Canaris’ Betreuung promovierte Herresthal 2005 mit einer rechtstheoretischen Schrift zum Dr. iur. 2010 habilitierte er sich ebenfalls unter Betreuung von Canaris in München mit der bislang unveröffentlichten Schrift Markt und Vertrag in der integrierten Staatlichkeit – Die Folgen der europäischen Integration für die Freiheit zur wirtschaftlichen Betätigung im Privatrecht  und erhielt die Venia legendi für die Fächer Bürgerliches Recht, Handels- und Gesellschaftsrecht, Arbeitsrecht, Europarecht und Rechtstheorie.
Nach einer Lehrstuhlvertretung an der Universität Regensburg im Sommersemester 2010 wurde er zum folgenden Wintersemester auf den zuvor noch vertretenen Lehrstuhl für Bürgerliches Recht, Europäisches Privatrecht und Gesellschaftsrecht berufen, den er seitdem innehat.
Herresthal ist verheiratet und Vater von vier Kindern.

## Werk
Herresthals Forschungsschwerpunkte liegen vor allem im allgemeinen Teil des BGB sowie den Bezügen des deutschen Privatrechts zum europäischen Recht und dem europäischen Privatrecht selbst.
- Rechtsfortbildung im europarechtlichen Bezugsrahmen - Methoden, Kompetenzen, Grenzen; dargestellt am Beispiel des Privatrechts. C.H. Beck, München 2006, ISBN 978-3-406-55001-0 (Dissertation).
- mit Hans Christoph Grigoleit: BGB Allgemeiner Teil. 3. Auflage. C.H. Beck, München 2015, ISBN 978-3-406-66720-6.